# Петрово-Дальнее (усадьба)
Петро́во-Да́льнее (Петрово-Дурнево, Петровское) — усадьба в одноимённом селе городского округа Красногорск Московской области России, принадлежавшая князьям Прозоровским и позднее одной из ветвей княжеского рода Голицыных. Расположена на высоком левом берегу Москвы-реки, у впадения в неё реки Истры.
Объект культурного наследия федерального значения.

## История
Вотчина Петровское с XVII века принадлежала роду князей Прозоровских. Ещё в 1684—1688 годах они выстроили здесь усадебную церковь Успения Пресвятой Богородицы с приделами Петра и Павла и Николая Чудотворца — по мнению некоторых искусствоведов, первый в Подмосковье каменный «восьмерик на четверике».
12 апреля 1684 года княжна Анастасия Прозоровская стала супругой князя Ивана Алексеевича Голицына (1658—1729), который был средним по возрасту из трёх братьев Голицыных. В приданое за ней были даны подмосковные сёла Петровское-Дурнево и Черемоши. После свадьбы решили строить новую церковь — каменную, и в новых формах. По-видимому, задумывалось таким образом примирить западничество Голицыных и приверженность древнему благочестию князя Прозоровского, второго человека при царском дворе после Великого Голицына.
Двоюродный брат жениха, он же фаворит Царевны Софьи — Князь Василий Васильевич Голицын-«Великий Голицын» и предложил для строящейся церкви византийскую традицию раннего Возрождения, идущую от храмовой архитектуры, получившей распространение в Византии еще до разделения Церквей, от ранних купольных храмов Равенны.
Эти идеи нашли выражение, например, в церкви Санта Мария дель Консолационе в Тоди в Италии, построенной уже в XVI веке, её проект приписывают Донато Браманте, но документов, подтверждающих эту атрибуцию, не сохранилось.
Достоверно известно только то, что Браманте не присутствовал на строительных работах, в то время как имена мастеров (почти всех представителей его школы), следовавших друг за другом на разных этапах строительства, известны: в начале и до 1512 года работами руководил Кола ди Маттеуччио да Капрарола (1494—1518), затем, до 1518 года, Бальдассаре Перуцци, до 1565 года Джакомо да Виньола, в 1584 году Ипполито Скальца, в 1587 году Валентино Мартелли.
Будущий храм Успения как бы соединял восток и запад, демократизм и патрицианство, это был не «византизм», а позднегреческая архитектура — «тетраконх» в форме четырехконечного энколпиона, — получившая распространение и в восточной Италии, и в Греции, и на Балканах, а также в Грузии и в Армении.

В храме в Петровском была еще реализована идея 12 колонн — по числу апостолов, из них 4 большие опоры олицетворяли 4-х евангелистов. В будущем храме в Дубровицах эта символическая идея уже была доведена до абсолюта и на крыше сооружения были установлены их статуи.
В процессе современных раскопок фундамента церкви в Петровском выявлены, известные и ранее, у юго-западного пилона четверика — основание и конструкция небольшого закрытого помещения, «тайника» — для царицы Прасковьи Федоровны, царевен Софьи и ее сестер, которые с царем Иоанном Алексеевичем, бывали в храме и были на его освящении. Этот «тайник» — комнатка в 2,5 аршина, или около 2 м² — архитектурная особенность: царских особ женского пола не должно было видеть. Также при раскопках было обнаружено гульбище, как и церкви в Дубровицах.
Строительство храма в Петровском осуществлялось при очевидном внимании к нему царевны Софьи, царя Иоанна Алексеевича с супругой, царицей Прасковьей Федоровной, и, наверное, многих кузенов Голицыных — они с патриархом Иоакимом, который и жил рядом с Петровским, в селе Дмитровском, присутствовали при освящении храма. Известно, что и Софью интересовали вопросы архитектуры — при ее живом участии был отстроен Новодевичий монастырь, построена его необыкновенная колокольня, сооружены постройки в царской вотчине в Измайлове, в том числе не существующая ныне церковь «Иоасафа — царевича индийского».

В 1720 году усадьба перешла к князьям Голицыным как наследство умершего князя Пётра Ивановича Прозоровского своей дочери Анастасии Прозоровской, вышедшей ещё в 1684 году замуж за И. А. Голицына. В 1714 году супруги частично повторили облик церкви в Петровском в своей другой усадьбе Гиреево (см. храм Спаса Нерукотворного Образа в Гирееве). Вероятно церковь возводилась в память умершего в том году в ссылке Великого Голицына — двоюродного брата князя Ивана и фактического автора церкви в Петрово-Дурнево 
Многие другие более поздние выдающиеся однотипные московские постройки конца XVII века в подобном стиле (позднее названном «нарышкинским» барокко, так как они строились в основном на деньги клана ближайших родственников царя Петра — Нарышкиных) и ранее приписываемые Якову Бухвостову, (который оказался на деле всего лишь их подрядчиком) дают возможность предположить авторское участие Царевны Софьи и Великого Голицына в создании их первоначальных проектов, как и в проекте церкви в Петровском. Примечательно, что все эти особые однотипные «царские» церкви построены ближайшими родственниками царя Петра, имевшими тесные семейные связи с Голицыными или Прозоровскими.
Потомками этого брачного союза в конце XVIII века был сформирован в Петровском усадебный комплекс в стиле псевдоготики. Современники оценивали главное здание, двухэтажное, с угловыми башнями как одно из красивейших в округе Москвы. Тогда же (но уже из кирпича, в отличие от главного дома, материалом для постройки которого послужило дерево) были выстроены сохранившиеся флигели, внешняя отделка которых построена на контрасте форм барокко и псевдоготики. Через дорогу стоял конный двор с подсобными службами. Центрально-осевая планировка усадьбы была подчинена принципу симметрии.
В готическом château, как она его называет, провела детство известная мемуаристка Варвара Головина (урождённая Голицына); она любила «стрелять из лука, гулять в начале леса, осеняющего окна помещения, занятого моим отцом, взлезать на старый дуб рядом с замком и рвать там желуди»:

Я хотела бы обладать талантом, чтобы описать это имение, одно из самых красивых в окрестностях Москвы: готический замок с четырьмя башенками; галереи со стеклянными дверями, оканчивающиеся у боковых крыльев дома; одна сторона была занята матерью и мною, в другой жил отец и останавливались приезжавшие гости; прекрасный и обширный лес, окаймлявший долину и спускавшийся, редея, к слиянию Истры и Москвы. Солнце заходило в углу, который образовали эти реки, что доставляло нам великолепное зрелище. Я садилась на ступеньки галереи и с жадностью любовалась пейзажем, я бывала тронута, взволнована, и мне хотелось молиться; я бежала в нашу старинную церковь, становилась на колени в одном из маленьких приделов, где когда-то молились царицы.

## Перестройка усадьбы
В самом начале XIX века по приказу Ф. Н. Голицына главный усадебный дом был выстроен заново, на новом месте и уже в духе классицизма. Двухэтажное здание с двумя увенчанными фронтонами портиками коринфского ордера (один обращён в сторону реки, второй, парадный — в противоположную сторону) было построено из кирпича между 1803 и 1807 годами. Примерно в эти же годы были возведены небольшой зимний дом, а также оранжереи, оформлен пейзажный парк. Крытые переходы между господским домом и флигелями были разобраны.
Война 1812 года не принесла существенных повреждений усадьбе: в основном от действий захватчиков пострадали крестьяне села Петровское. Французский отряд, занявший Петровское, лишь разгромил оранжереи и несколько повредил обстановку зданий.
В течение XIX и начала XX веков усадьба передавалась по наследству в семействе Голицыных. Помимо документов различных поколений владельцев имения, в главном доме хранился архив И. И. Шувалова. На стенах висели портреты хозяев и их родственников кисти знаменитых живописцев. Личная библиотека князей Голицыных насчитывала свыше 10 тысяч с любовью подобранных томов. Согласно свидетельствам тех времён, по богатству обстановки, предметов декора и живописи, составу библиотеки усадьба могла соперничать с музеями.
Описание усадьбы в начале XX века:

Памятна голубая гостиная с крашеной мебелью XVIII века, с картинами старых мастеров и изящной росписью стен в синих тонах; продолжая анфиладу — коричневая гостиная с фамильными портретами, где во фресковых десюдепортах изображены были корзины с цветами. Дальше угловая, в розовых и палевых тонах дерева, обивки и бронзы. В одной из комнат висела чудесная воздушная акварель — портрет молодой женщины работы Изабэ — и стояла изящная импрессионистическая фигурка самой хозяйки, кнг. Л. В. Голицыной, отлитая в бронзе Паоло Трубецким. В Петровском никогда не было портретной галереи в собственном смысле слова. Но во всех почти комнатах дома находились масляные, пастельные, акварельные и даже скульптурные портреты. Они начинались хронологически с парсуны — изображения князя Прозоровского, опирающегося на палку, работы Грубе (1694). Дальше шли очаровательный медальон работы Васса, изображающий императрицу Елисавету, с которой нежными узами был связан гр. И. И. Шувалов; любопытные картины какого-то не слишком умелого художника иллюстрировали сцены из путешествия фаворита по «чужим краям».
Неподалёку, в конце извилистой дорожки, обсаженной акациями, теми акациями, что заменяли в России виноград и вьющуюся розу Италии, ещё цела была турецкая беседка, порождение барской фантазии, верно, исполненная крепостной рукой. Эта беседка на высоком берегу Москвы-реки была расписана по потолку и столбикам солнцами, звездами, лунными серпами и прихотливыми арабесками. Она вносила забавную черту экзотики во всю строго классическую архитектуру Петровского.

Последним её владельцем перед революцией был «старый князь» М. М. Голицын, который оставил службу после брака с балериной Матрёной Мадаевой, взбудоражившего высшее общество. В 1912 году в серии «Русские усадьбы» вышла книга М. Голицына «Петровское», в которой читателям были представлены портреты прямых предков автора — владельцев села Петровское начиная с XVI века. «Старый князь» был расстрелян большевиками через 30 лет после смерти в Петровском любимой жены.

### После 1917 года
Лучшие портреты из усадьбы князь Голицын, опасаясь нападения крестьян, ещё в 1917 году вывез в Москву. После революции они были распределены между центральными музеями. В 1918 году усадьба была реквизирована, после этого здесь (вместе с соседней усадьбой Степановское) была организована детская колония Краснопресненского района Москвы, в которой на 1921 год числилось 180 воспитанников (в летнее время число детей доходило до 400).
Недолгое время в главном здании работал музей дворянского быта, позже, в 1923—1930 годах, в главном здании действовал дом отдыха, а затем — санаторий, пансионат (он функционируют и по сей день в современных постройках на прилегающей к усадьбе территории). Хозяйственные постройки и зимний домик были в 1922 году переданы Московскому институту инфекционных болезней имени И. И. Мечникова. Старые росписи интерьеров были забелены.
Здание Успенской церкви было разобрано в рамках антирелигиозной кампании 1950-х. Позднее, в 1970-е годы, были восстановлены интерьеры главного дома, а флигелям вернули их предполагаемый облик конца XVIII века. В 2000 году близ места, где находилась разрушенная Успенская церковь, был выстроен деревянный храм. В настоящее время идет восстановление разрушенной Успенской церкви на старом месте.

## Современное состояние
Усадьба, несмотря на революции и войны, сохранилась до наших дней относительно неплохо: в советские годы были утрачены лишь церковь, обелиски при въезде, а также парковые беседки и кирпичный арочный мост в парке. Однако, постепенно разрушается конный двор. Парк долгие годы находится в запустении, пруды, вырытые на нижней террасе, заросли. Последний раз чистка прудов была проведена в 1986 году под руководством тогдашнего директора пансионата Минздрава СССР Л. В. Веселовского. Объект культурного наследия федерального значения долгие годы находился в небрежении, а в XXI веке ситуация изменилась только к худшему. Усадьба, перешедшая в ведении МВД, уже много лет доводится до аварийного состояния, дом перестал отапливаться, территория пришла в запустение и в данный момент усадьба Петрово-Дальнее продолжает погибать, а ценный архитектурный ансамбль начал превращаться в руины. У главного здания обвалилась терраса, начали падать кирпичные колонны. 25 августа 2018 года сгорел флигель XVIII—XIX вв.
- Один из флигелей
- Современная церковь на территории усадьбы
- Аллея в усадебном парке
- Главный  дом в сентябре 2011 года